# Stevan Moljević
Stevan Moljević (Rudo, 6. siječnja 1887. – Srijemska Mitrovica, 15. studenoga 1959.) bio je srpski pravnik, jedan od najistaknutijih velikosrpskih /četničkih ideologa, urednik četničkog časopisa Ravna Gora, član četničke Vrhovne komande i politički savjetnik Draže Mihailovića tijekom Drugoga svjetskog rata. 
U memorandumu i elaboratu Homogena Srbija zagovara stvaranje Velike Srbije i njeno etničko čišćenje od drugih naroda.

## Životopis
Osnovnu školu je završio u rodnom mjestu, a gimnaziju u Zagrebu, nakon toga i pravni fakultet. Još kao gimnazijalac pristupio je srpskom omladinskom pokretu koji se borio protiv Austrijske Monarhije i protiv Aneksije BiH. U Banjoj Luci je organizirao društvo „Soko“ i udruženje „Pobratimstvo“.
Pripadao je u početku Samostalnoj demokratskoj stranci Svetozara Pribićevića.
Austro-Ugarske vlasti ga na sudskom postupku 1916. godine u Banjoj Luci zbog optužbe za veleizdaje osuđuju na zatvorsku kaznu, iz zatvora je pušten nakon sloma Austro-Ugarske.
Godine 1918. je, kao pobornik velikosrpske ideje i četništva, inicijator integracije BiH u Kraljevinu Srba, Hrvata i Slovenaca. Po stvaranju Srpskog kulturnog kluba u Beogradu, postao je predsjednik banjolučkoga odbora kluba i na tom položaju ostao sve do početka novog rata. Kao uglednom banjolučkom odvjetniku koji je pomogao razvoju prijateljskih odnosa Kraljevine Jugoslavije i Francuske Republike, dodijeljen mu je 1937. godine francusko odličje Legije časti. Bio je osnivač i predsjednik Rotari kluba i Jugoslovensko-britanskog kluba u Banjoj Luci.
Poslije sloma srpske kraljevske vojske 17. travnja 1941. godine odlazi u Crnu Goru. Već u lipnju 1941. godine napisao je koncepciju „Velika Srbija“., u koju prema zapadu uključuje cijelu Bosnu i Hercegovinu, te dijelove Hrvatske, a u pogledu (preostalog dijela) Hrvatske i Slovenije kao podređenih dijelova Jugoslavije, Moljević planira ostvarivanje srpske hegemonije. Sam Moljević je napravio kartografski prikaz granica planirane Velike Srbije. U kolovozu 1941. godine izabran je za člana Centralnog nacionalnog odbora Četničkog pokreta. U Srbiju dolazi u travnju 1942. godine, a s glavnim četničkim vođom Dražom Mihailovićem prvi put se sastaje na planini Zlatar u Srbiji u svibnju 1942. godine. Od tada djeluje kao član četničke Vrhovne komande. 
Bio je urednik lista Ravna Gora, od 1943. godine prvi čovjek političkog vodstva četničkog pokreta, te jedan od organizatora Svetosavskog kongresa održanoga u siječnju 1944. godine u selu Ba kod Valjeva. 
Bio je važni suradnik Draže Mihailovića sve do Mihailovićevog napuštanja Srbije i odlaska u Bosnu. U ožujku 1945.godine podnio je ostavku.
Poslije rata u rujnu 1945. godine predao se komunističkom režimu. Na suđenju ("Beogradski proces") Draži Mihailoviću i drugim vodećim četnicima u Beogradu 1946. godine bio je drugookrivljeni (dakle tužiteljstvo mu je dalo po značaju mjesto odmah nakon Draže Mihalovića, kao prvookrivljenoga), te je osuđen na kaznu zatvora u trajanju od 20 godina. Umro je na odsluženju zatvorske kazne u Srijemskoj Mitrovici, 15. studenoga 1959. godine.

## Ideja o etničkom čišćenju
Smatra se jednim od začetnika ideje o „etničkom čišćenju“:
Projekt Stevana Moljevića rađen je za četničku vojnu silu koja je bila pod okriljem izbjegličke vlade u Londonu i koja je očekivala podršku savezničkih sila.
Cilj je bila homogena Srbija koja je trebala biti "očišćena" od Hrvata i Muslimana.
Tijekom rata 1941. – 1945. godine četnici su brojnim pokoljima i protjerivanjima Hrvata i Muslimana "očistili" brojna područja Bosne i Hercegovine i Hrvatske. Prema istraživanjima Zdravka Dizdara moglo bi se ustvrditi da su četnici ubili 32.000 Hrvata: oko 20.000 u Hrvatskoj i 12.000 u Bosni i Hercegovini i 33.000 Muslimama u Bosni i Hercegovini. Za projekt Velike Srbije ubijena su 52 katolička svećenika i 67 muslimanskih svećenika.

## Memoari
UDBA je nakon Moljevićeve smrti sačuvala njegove memoare koje je pisao u zatvoru, te ih je Institut za savremenu istoriju Beograd objavio 2020. godine.